# ليدزيا ماروزافا
ليدزيا ماروزافا (بالروسية: Морозова, Лидия Александровна) مواليد 8 أكتوبر 1992 في مينسك، هي لاعبة كرة مضرب بيلاروسية وتحتل حالياً المرتبة 618 (21 مارس 2016) في تصنيف رابطة محترفات كرة المضرب. أعلى تصنيف لها في الفردي كان 495. أعلى تصنيف لها في الزوجي كان 106.

## النهائيات

### الفردي (0–1)
| الحصيلة | الرقم | التاريخ      | الدورة           | الأرضية | المنافس   | النتيجة  |
| ------- | ----- | ------------ | ---------------- | ------- | --------- | -------- |
| الوصافة | 1.    | 9 يونيو 2014 | مينسك، بيلاروسيا | ترابية  | كلو باكيه | 2–6, 4–6 |

## الميداليات
| الميدالية | المسابقة                      |
| --------- | ----------------------------- |
| ذهبية     | الألعاب الجامعية الصيفية 2015 |

## روابط خارجية
- ليدزيا ماروزافا على موقع رابطة محترفات التنس (الإنجليزية)
- ليدزيا ماروزافا على موقع الاتحاد الدولي لكرة المضرب (الإنجليزية)
- ليدزيا ماروزافا على موقع كأس بيلي جين كينغ (الإنجليزية)
- ليدزيا ماروزافا على موقع بطولة ويمبلدون (الإنجليزية)
- ليدزيا ماروزافا على موقع خلاصة التنس.كوم (الإنجليزية)
- ليدزيا ماروزافا على موقع إي إس بي إن.كوم (الإنجليزية)